# Zdobycie Sint Eustatius
Zdobycie Sint Eustatius – operacja sił brytyjskich przeciw holenderskiej kolonii Sint Eustatius, zakończona jej zdobyciem w lutym 1781 roku podczas IV wojny angielsko-holenderskiej.
Wyspa, z racji neutralności Holandii, była ważnym centrum handlowym, dostarczającym także zaopatrzenie wszystkim walczącym stronom. Większe korzyści odnosili z tego Francuzi i Amerykanie, ponieważ mieli mniej baz niż Brytyjczycy, a ponadto sympatie Holendrów skłaniały się bardziej ku tym pierwszym (kupcy holenderscy odmawiali np. sprzedaży lin okrętowych okrętom brytyjskim, twierdząc – fałszywie – że ich nie mają na składzie). Gdy więc 27 stycznia przyszedł pilny list z Londynu nakazujący atak na posiadłości holenderskie, Rodney i gen. John Vaughan, dowódca sił lądowych, zareagowali natychmiast. Trzy dni po nadejściu rozkazów 6 okrętów liniowych zostało wysłanych, by miało oko na francuską eskadrę w Port Royal, a pozostałych 15, zaokrętowawszy 3000 żołnierzy wypłynęło z Saint Lucia 30 stycznia 1781 r.
Straż przednia, pod dowództwem Samuela Hooda zablokowała port w St. Eustatius, a siły główne ostentacyjnie przepłynęły wzdłuż wybrzeży Martyniki, by odstraszyć stacjonujących tam Francuzów od próby interwencji. Rodney przybył do St. Eustatius 3 lutego i wysłał wiadomość do gubernatora Johannesa de Graaffa, sugerując kapitulację, aby uniknąć zbędnego rozlewu krwi.  Jednak dwa brytyjskie okręty ostrzelały bez rozkazu holenderską fregatę „Mars”, za co Rodney udzielił kapitanom napomnienia odpowiedzialnym za ten brak dyscypliny. Następnego dnia poddały się również  pobliskie wyspy Sint Maarten i Saba.
Na zdobytej wyspie znaleziono niebywałe bogactwa. Rodney wstępnie szacował wartość zdobytych towarów w ciągnących się na dwa kilometry składach na dwa miliony funtów (ostatecznie oszacowano je na ok. trzy miliony – w przeliczeniu na wartość z 2001 roku dawałoby to 300 milionów funtów). Około 130 statków handlowych zostało zajętych, do tego zdobyto holenderską fregatę „Mars” i pięć mniejszych amerykańskich okrętów wojennych. W wyniku niewielkiej potyczki do portu zawrócono konwój trzydziestu statków, który wypłynął trzydzieści sześć godzin wcześniej.